# Brasil nos Jogos Paralímpicos de Verão de 2024
O Brasil foi um dos participantes dos Jogos Paralímpicos de Verão de 2024, sediados em Paris, França.
Atletas brasileiros participaram de 20 das 22 modalidades na competição. O país já havia conquistado 373 nos jogos desde sua origem, e buscava a 400ª medalha em 2024. André Rocha, do lançamento de disco na classe F52, conquistou a quadringentésima medalha do Brasil no dia 1 de setembro.
Além disso, o Comitê Paralímpico Brasileiro havia posto como meta um novo recorde de medalhas e colocar o país entre os cinco primeiros no quadro de medalhas, os quais seriam cumpridos nas últimas horas dos Jogos Paralímpicos, superando o recorde de Tóquio 2020.
Entre as medalhas inéditas houve a prata no Triatlo, conquistada por Renan Cordeiro, o bronze no Badminton, conquistada por Vitor Tavares e a prata no Tiro Esportivo, conquistada por Alexandre Calgani. Assim como nas Olimpíadas, o Judô também acabou fazendo a sua melhor performance nas paralimpíadas, com oito medalhas, perdendo apenas para a Natação e o Atletismo. As maiores surpresas, no entanto, vieram no Goalball masculino e no Futebol de 5, que eram favoritos ao ouro, mas foram surpreendidos em suas respectivas semifinais, fechando com bronze. No caso do último, foi a primeira vez desde 2004 em que a seleção brasileira de futebol de cinco não disputava uma decisão paralímpica após encarar um jogo difícil contra a Argentina, sendo superados nos pênaltis.

## Medalhas
| Atleta | Esporte                                                                              | Prova                                      | Medalha | Dia            |
| --- | ------------------------------------------------------------------------------------ | ------------------------------------------ | ------- | -------------- |
| Gabriel Araújo | Natação                                                                              | 100m costas S2                             | Ouro    | 29 de agosto   |
| Júlio Agripino dos Santos | Atletismo                                                                            | 5000m - T1                                 | Ouro    | 30 de agosto   |
| Ricardo Mendonça | Atletismo                                                                            | 100m - T37                                 | Ouro    | 30 de agosto   |
| Petrúcio Ferreira | Atletismo                                                                            | 100m - T47                                 | Ouro    | 30 de agosto   |
| Ana Carolina Moura | Taekwondo                                                                            | -65kg - K44                                | Ouro    | 30 de agosto   |
| Maria Carolina Santiago | Natação                                                                              | 100m costas S12                            | Ouro    | 31 de agosto   |
| Gabriel Araújo | Natação                                                                              | 50m costas S2                              | Ouro    | 31 de agosto   |
| Fernanda Yara da Silva | Atletismo                                                                            | 400m - T47                                 | Ouro    | 31 de agosto   |
| Claudiney Batista | Atletismo                                                                            | Lançamento de disco F56                    | Ouro    | 2 de setembro  |
| Maria Carolina Santiago | Natação                                                                              | 50m livre S13                              | Ouro    | 2 de setembro  |
| Gabriel Araújo | Natação                                                                              | 200m livre S2                              | Ouro    | 2 de setembro  |
| Elizabeth Gomes | Atletismo                                                                            | Lançamento de disco F53                    | Ouro    | 2 de setembro  |
| Jerusa Geber | Atletismo                                                                            | 100m - T11                                 | Ouro    | 3 de setembro  |
| Yeltsin Jacques | Atletismo                                                                            | 1500m - T11                                | Ouro    | 3 de setembro  |
| Maria Carolina Santiago | Natação                                                                              | 100m livre S12                             | Ouro    | 4 de setembro  |
| Talisson Glock | Natação                                                                              | 400m livre - S6                            | Ouro    | 6 de setembro  |
| Alana Maldonado | Judô                                                                                 | -70 kg J2                                  | Ouro    | 6 de setembro  |
| Jerusa Geber | Atletismo                                                                            | 200m - T11                                 | Ouro    | 7 de setembro  |
| Rebeca de Souza Silva | Judô                                                                                 | +70 kg J2                                  | Ouro    | 7 de setembro  |
| Arthur Cavalcante da Silva | Judô                                                                                 | -90 kg J1                                  | Ouro    | 7 de setembro  |
| Wilians Silva de Araujo | Judô                                                                                 | +90 kg J1                                  | Ouro    | 7 de setembro  |
| Mariana D'Andrea | Halterofilismo                                                                       | -73kg                                      | Ouro    | 7 de setembro  |
| Rayane Soares da Silva | Atletismo                                                                            | 400m - T13                                 | Ouro    | 7 de setembro  |
| Tayana Medeiros | Halterofilismo                                                                       | -86kg                                      | Ouro    | 8 de setembro  |
| Fernando Rufino | Canoagem                                                                             | 200m - VL2                                 | Ouro    | 8 de setembro  |
| Phelipe Rodrigues | Natação                                                                              | 50m livre S10                              | Prata   | 29 de agosto   |
| Wendell Belarmino | Natação                                                                              | 50m livre S11                              | Prata   | 31 de agosto   |
| Thalita Simplício | Atletismo                                                                            | 400m - T11                                 | Prata   | 31 de agosto   |
| Joeferson Marinho | Atletismo                                                                            | 100m - T12                                 | Prata   | 31 de agosto   |
| Alexandre Galgani | Tiro                                                                                 | Carabina de ar deitado 10m SH2 Misto       | Prata   | 1° de setembro |
| Elizabeth Gomes | Atletismo                                                                            | Arremesso de peso F54                      | Prata   | 2 de setembro  |
| Ronan Cordeiro | Triatlo                                                                              | Triatlo PTS5                               | Prata   | 2 de setembro  |
| Aser Ramos | Atletismo                                                                            | Salto em distância - T36                   | Prata   | 2 de setembro  |
| Debora Carneiro | Natação                                                                              | 100m peito SB14                            | Prata   | 2 de setembro  |
| Rayane Soares da Silva | Atletismo                                                                            | 100m - T13                                 | Prata   | 3 de setembro  |
| Raissa Machado | Atletismo                                                                            | Lançamento de dardo - F56                  | Prata   | 3 de setembro  |
| Bartolomeu Chaves | Atletismo                                                                            | 400m - T37                                 | Prata   | 4 de setembro  |
| Wanna Brito | Atletismo                                                                            | Arremesso de peso - F32                    | Prata   | 4 de setembro  |
| Patricia dos Santos | Natação                                                                              | 50m peito SB3                              | Prata   | 4 de setembro  |
| Maria Carolina Santiago Matheus Rheine Douglas Matera Lucilene Souza | Natação                                                                              | Revezamento 4x100m livre misto - 49 pontos | Prata   | 4 de setembro  |
| Talisson Glock | Natação                                                                              | 100m livre S6                              | Prata   | 5 de setembro  |
| Cecilia Araújo | Natação                                                                              | 50m livre S8                               | Prata   | 5 de setembro  |
| Maria Carolina Santiago | Natação                                                                              | 100m peito SB12                            | Prata   | 5 de setembro  |
| Thiago Paulino | Atletismo                                                                            | Arremesso de peso - F57                    | Prata   | 6 de setembro  |
| Zileide Silva | Atletismo                                                                            | Salto em distância - T20                   | Prata   | 6 de setembro  |
| Gabriel Bandeira | Natação                                                                              | 100m costas S14                            | Prata   | 6 de setembro  |
| Brenda Freitas | Judô                                                                                 | -70kg - J1                                 | Prata   | 6 de setembro  |
| Ricardo Gomes | Atletismo                                                                            | 200m - T37                                 | Prata   | 7 de setembro  |
| Luis Cardoso | Canoagem                                                                             | 200m - KL1                                 | Prata   | 7 de setembro  |
| Erika Zoaga | Judô                                                                                 | +70kg - J1                                 | Prata   | 7 de setembro  |
| Igor Tofalini | Canoagem                                                                             | 200m - VL2                                 | Prata   | 8 de setembro  |
| Gabriel Bandeira | Natação                                                                              | 100m borboleta S14                         | Bronze  | 29 de agosto   |
| Yeltsin Jacques | Atletismo                                                                            | 5000m - T1                                 | Bronze  | 30 de agosto   |
| Joyce Oliveira Cátia Oliveira | Tênis de mesa                                                                        | Dupla WD5                                  | Bronze  | 30 de agosto   |
| Talisson Glock | Natação                                                                              | 200m medley - SM6                          | Bronze  | 30 de agosto   |
| Patrícia Pereira Lídia Vieira Daniel Xavier Mendes Talisson Glock | Natação                                                                              | Revezamento 4x50m livre                    | Bronze  | 30 de agosto   |
| Silvana Fernandes | Taekwondo                                                                            | -57kh - K44                                | Bronze  | 30 de agosto   |
| Giovanna Boscolo | Atletismo                                                                            | Lançamento de Club F32                     | Bronze  | 30 de agosto   |
| Luiz Filipe Manara Claudio Massad | Tênis de mesa                                                                        | Dupla MD18                                 | Bronze  | 31 de agosto   |
| Bruna Alexandre Danielle Rauen | Tênis de mesa                                                                        | Dupla WD20                                 | Bronze  | 31 de agosto   |
| Maria Clara Augusto | Atletismo                                                                            | 400m - T47                                 | Bronze  | 31 de agosto   |
| Cícero Nobre | Atletismo                                                                            | Lançamento de dardo - F57                  | Bronze  | 31 de agosto   |
| André Rocha | Atletismo                                                                            | Lançamento de disco - F52                  | Bronze  | 1º de setembro |
| Arthur Xavier Ribeiro Gabriel Bandeira Beatriz Carneiro Ana Karolina Soares de Oliveira                                                                                               | Natação                                                                              | 4 × 100m livre S14                         | Bronze  | 1º de setembro |
| Lídia Vieira | Natação                                                                              | 150m medley SM 4                           | Bronze  | 1º de setembro |
| Vinícius Rodrigues | Atletismo                                                                            | 100m - T63                                 | Bronze  | 2 de setembro  |
| Beatriz Carneiro | Natação                                                                              | 100m peito S14                             | Bronze  | 2 de setembro  |
| Vitor Tavares | Badminton                                                                            | SH6                                        | Bronze  | 2 de setembro  |
| Júlio Agripino dos Santos | Atletismo                                                                            | 1500m - T11                                | Bronze  | 3 de setembro  |
| Mateus Evangelista | Atletismo                                                                            | Salto em distância T13                     | Bronze  | 3 de setembro  |
| Lorena Spoladore | Atletismo                                                                            | 100m - T11                                 | Bronze  | 3 de setembro  |
| Mariana Ribeiro | Natação                                                                              | 100m costas S9                             | Bronze  | 3 de setembro  |
| Mayara Petzold | Natação                                                                              | 50m borboleta S6                           | Bronze  | 3 de setembro  |
| Bruna Alexandre | Tênis de Mesa                                                                        | WS10                                       | Bronze  | 3 de setembro  |
| Ariosvaldo Fernandes | Atletismo                                                                            | 100m - T53                                 | Bronze  | 4 de setembro  |
| Verônica Hipólito | Atletismo                                                                            | 100m - T36                                 | Bronze  | 4 de setembro  |
| Mariana Ribeiro | Natação                                                                              | 100m costas S9                             | Bronze  | 4 de setembro  |
| Lara Lima | Halterofilismo                                                                       | até 41kg                                   | Bronze  | 4 de setembro  |
| Rosicleide Andrade | Judô                                                                                 | até 48kg - J1                              | Bronze  | 5 de setembro  |
| Paulo Saturnino Leomon Moreno Josemarcio Sousa Romario Marques Emerson Ernesto Andre Dantas                                                                                           | Goalball                                                                             | Equipe                                     | Bronze  | 5 de setembro  |
| Antonia Keyla | Atletismo                                                                            | 1500m - T20                                | Bronze  | 6 de setembro  |
| Maria Fatima | Halterofilismo                                                                       | até 67kg                                   | Bronze  | 6 de setembro  |
| Christian Costa | Atletismo                                                                            | 200m - T37                                 | Bronze  | 7 de setembro  |
| Thomas de Moraes | Atletismo                                                                            | 400m - T47                                 | Bronze  | 7 de setembro  |
| Paulo Henrique | Atletismo                                                                            | Salto em distância T13                     | Bronze  | 7 de setembro  |
| Lídia Vieira | Natação                                                                              | 50m costas S4                              | Bronze  | 7 de setembro  |
| Miqueias Rodrigues | Canoagem                                                                             | 200m - KL3                                 | Bronze  | 7 de setembro  |
| Marcelo Casanova | Judô                                                                                 | até 90kg - J2                              | Bronze  | 7 de setembro  |
| \| Luan Gonçalves Maicon Mendes Cássio dos Reis Jonatan Borges da Silva Jeferson Gonçalves \| Nonato Mendes Tiago da Silva Ricardo Steinmetz Jardiel Vieira Soares Matheus Bumussa \| | Futebol de 5                                                                         | Equipe                                     | Bronze  | 7 de setembro  |
| Luan Gonçalves Maicon Mendes Cássio dos Reis Jonatan Borges da Silva Jeferson Gonçalves                                                                                               | Nonato Mendes Tiago da Silva Ricardo Steinmetz Jardiel Vieira Soares Matheus Bumussa |                                            |         |                |

| Luan Gonçalves Maicon Mendes Cássio dos Reis Jonatan Borges da Silva Jeferson Gonçalves | Nonato Mendes Tiago da Silva Ricardo Steinmetz Jardiel Vieira Soares Matheus Bumussa |

| Medalhas por dia | Medalhas por dia | Medalhas por dia | Medalhas por dia  | Medalhas por dia |
| ---------------- | ---------------- | ---------------- | ----------------- | ---------------- |
| Dia              | Medalha de ouro  | Medalha de prata | Medalha de bronze | T                |
| 29 de agosto     | 1                | 1                | 1                 | 3                |
| 30 de agosto     | 4                | -                | 6                 | 10               |
| 31 de agosto     | 3                | 3                | 4                 | 10               |
| 1º de setembro   | -                | 1                | 3                 | 4                |
| 2 de setembro    | 4                | 4                | 3                 | 11               |
| 3 de setembro    | 2                | 2                | 6                 | 10               |
| 4 de setembro    | 1                | 4                | 4                 | 9                |
| 5 de setembro    | -                | 3                | 2                 | 5                |
| 6 de setembro    | 2                | 4                | 2                 | 8                |
| 7 de setembro    | 6                | 3                | 7                 | 16               |
| 8 de setembro    | 2                | 1                | -                 | 3                |
| Total            | 25               | 26               | 38                | 89               |

| Medalhas por esporte | Medalhas por esporte | Medalhas por esporte | Medalhas por esporte | Medalhas por esporte |
| -------------------- | -------------------- | -------------------- | -------------------- | -------------------- |
| Esporte              | Medalha de ouro      | Medalha de prata     | Medalha de bronze    | T                    |
| Atletismo            | 10                   | 11                   | 15                   | 36                   |
| Badminton            | -                    | -                    | 1                    | 1                    |
| Canoagem             | 1                    | 2                    | 1                    | 4                    |
| Futebol de 5         | -                    | -                    | 1                    | 1                    |
| Goalball             | -                    | -                    | 1                    | 1                    |
| Halterofilismo       | 2                    | -                    | 2                    | 4                    |
| Judô                 | 4                    | 2                    | 2                    | 8                    |
| Natação              | 7                    | 9                    | 10                   | 26                   |
| Tênis de mesa        | -                    | -                    | 4                    | 4                    |
| Taekwondo            | 1                    | -                    | 1                    | 2                    |
| Tiro                 | -                    | 1                    | -                    | 1                    |
| Triatlo              | -                    | 1                    | -                    | 1                    |
| Total                | 25                   | 26                   | 38                   | 89                   |